# トドカレー
トドカレーとは、北海道で土産などとして売られている、トドの肉を使用したカレーである。多くは缶詰として販売されている。辛さはやや強めである。
販売が好調なため缶詰だけではなく、レトルトパックの商品も登場している。知名度が上がるにつれ北海道以外でも入手可能となっている。

## 姉妹品
- ヒグマの肉を使用した「熊カレー[2]」
- アザラシの肉を使用した「アザラシカレー[3]」
- エゾシカの肉を使用した「えぞ鹿カレー[4]」
- ミンククジラの肉を使用した「ミンククジラカレー」

## 共通項
トドカレーにはトド肉、熊カレーにはヒグマの肉を使用し、他の製品もほとんど食卓にはあがらないような動物の肉が使用されている。トド、ヒグマ、エゾシカなどは鳥獣保護法により無制限の狩猟は禁止されているが、トドは年間10億円、エゾシカは年間30億円とも言われる農業・漁業被害をもたらすと言われ、またヒグマのように、その存在そのものにより住民の安全が脅かされることも少なくない。
こうした場合には、有害獣として一定数の駆除が認められている。例えばトドは北海道では年間116頭までの駆除が認められ、エゾシカも年間に約3万頭が駆除されている。こうした駆除獣は放置されるわけではなく、専門の業者・機関に販売・譲渡され、加工材料や研究素材となるのである。
トド#人間との関係も参照。